# Tersandre (fill de Sísif)
Tersandre (en grec antic: Θέρσανδρος) va ser un dels quatre fills que va tenir Sísif, i que només cita Pausànias. Els altres fills eren Glauc (Γλαῦκος), pare de Bel·lerofont (Βελλεροφῶν), Ornició (Ὀρνυτίων), amb dos fills, Focos (Φῶκος) i Toant (Θόας), rei de Corint, i Halmos, que va tenir dues filles, Crisògine i Crise.
Alguns autors diuen que Tersandre va ser pare de dos fills, Haliart (Ἁλίαρτος) i Coronos (Κόρωνος), epònims de les ciutats d'Haliart i Coronea. Altres hi afegeixen a Pretos (Προῖτος), marit d'Estenebea (Σθενέβοια), que va tenir una filla, Mera, i que va morir encara verge o quan va deixar de ser verge.